# 松井たかし
松井 たかし（まつい たかし、1978年1月4日 - ）は、日本のピン芸人である。本名、松井 宗 （まつい たかし）。

## 略歴
日本映画学校（現・日本映画大学）11期生（1999年卒業）出身。

## 芸風等
- 基本的にあまりウケない。自分では面白いと思っている。
- 初対面の女、子供にも容赦ない。
- 口癖は「お金無いも～ん」。
- 前歯が差し歯。
- すぐ殴られる自称『殴られ屋』。

## 出演番組

### テレビ
- あらびき団（TBS）

### インターネットテレビ
- となりのひげは青い2015年1月9日